# Torneo Interbritannico 1948
Il Torneo Interbritannico 1948 fu la cinquantatreesima edizione del torneo di calcio conteso tra le Home Nations dell'arcipelago britannico. Il torneo fu vinto dall'Inghilterra.

## Risultati
| Data             | Luogo     | Squadra 1   | Risultato | Squadra 2   |
| ---------------- | --------- | ----------- | --------- | ----------- |
| 4 ottobre 1947   | Belfast   | Irlanda     | 2 - 0     | Scozia      |
| 18 ottobre 1947  | Cardiff   | Galles      | 0 - 3     | Inghilterra |
| 5 novembre 1947  | Liverpool | Inghilterra | 2 - 2     | Irlanda     |
| 12 novembre 1947 | Glasgow   | Scozia      | 1 - 2     | Galles      |
| 10 marzo 1948    | Wrexham   | Galles      | 2 - 0     | Irlanda     |
| 10 aprile 1948   | Glasgow   | Scozia      | 0 - 2     | Inghilterra |

## Classifica
| Pos | Squadra     | Pti | G | V | N | P | GF | GS |
| --- | ----------- | --- | - | - | - | - | -- | -- |
| 1   | Inghilterra | 5   | 3 | 2 | 1 | 0 | 7  | 2  |
| 2   | Galles      | 4   | 3 | 2 | 0 | 1 | 4  | 4  |
| 3   | Irlanda     | 3   | 3 | 1 | 1 | 1 | 4  | 4  |
| 4   | Scozia      | 0   | 3 | 0 | 0 | 3 | 1  | 6  |

## Vincitore
| Campione 1948 Inghilterra |